# Flavius Severinus (Tribun)
Flavius Severinus (sein Praenomen ist nicht bekannt) war ein im 3. Jahrhundert n. Chr. lebender Angehöriger des römischen Ritterstandes (Eques).
Durch eine Weihinschrift, die beim Kastell Bremenium gefunden wurde und die auf 201/230 datiert wird, ist belegt, dass Severinus Tribun war. Laut John Spaul war er Tribun der Cohors I Fida Vardullorum, die in der Provinz Britannia stationiert war.